# 唐克汉诺克
唐克汉诺克（Tunkhannock）是美国宾夕法尼亚州怀俄明县的一个自治市镇和县城，距威尔克斯巴里西北50公里。在过去，伐木是当地支柱产业。 现在，许多居民到位于华盛顿附近的宝洁工厂就业。 截至2010年人口普查，自治市镇人口为1,836人。唐克汉诺克属于斯克兰顿-威尔克斯-巴里-黑兹尔顿大都会统计区。
唐克汉诺克这个名字源于明西-莱纳皮语(Minsi-Len'api)术语Ptuk'hanna'unk，意为“河流弯曲处”，尤其指镇西，上游名为“颈部”的急转弯处。
唐克汉诺克位于阿伦敦西北88英里（142公里）处，纽约市西北141.7英里（228.0公里）处。

## 文化
怀俄明县历史学会和家谱图书馆提供了重要的研究资料来源。馆藏包括大量有关新英格兰 祖先的书籍、可追溯至1797年的报纸以及1790年至1930年怀俄明州和周边县的人口普查记录。此外，还存档了90多个地区墓地的记录和其他地方历史信息。
1941年，艺术家埃塞尔·阿什顿为当地邮局绘制了一幅油画壁画《怀俄明州的保卫者-1778》 。这幅壁画描绘了在沙利文游行前一年美国定居者和当地印第安部落之间的一场战斗。1998 年，这幅壁画被修复，并于2009年拍摄了一部关于它的纪录片。

## 地理
唐克汉诺克位于北纬41°32′27″、西经75°56′52″（41.540836, -75.947703）。
根据美国人口普查局的数据，该行政区总面积为0.9平方英里（2.3平方公里），全部为陆地。

## 人口
根据2010年美国人口普查，该行政区共有1,836人、817户家庭和447个家族。人口密度为每平方英里2,040人（每平方公里790人）。共有871个住房单元，平均密度为每平方英里967.8个（每平方公里373.7个）。
该行政区的种族构成为95.9%白人、0.9%非裔美国人、0.2%美洲原住民、1.1%亚裔、0.1%太平洋岛民、0.35%其他种族，以及1.45%来自两个或多个种族。1.3%的人口是西班牙裔或拉丁裔。
共有817户家庭，其中25.3%有18岁以下儿童与其同住，38.7%为同居夫妇，12%有一位没有丈夫的女性户主，45.3%为非家庭。所有家庭中有40.4%由个人组成，20%有65岁或以上的独居者。平均家庭规模为2.15人，平均家庭规模为2.92人。
该行政区的人口年龄分布很分散，22.3%的人口年龄在18岁以下，57%的人口年龄在18至64岁之间，20.7%的人口年龄在65岁及以上。平均年龄为43.5岁。
该行政区家庭收入中位数为37,071美元，家庭收入中位数为56,250美元。男性收入中位数为43,098美元，女性收入中位数为31,313美元。该行政区的人均收入为23,110美元。2.4%的人口和6.9%的家庭处于贫困线以下。在总人口中，没有18岁以下的人生活在贫困线以下，65岁及以上人口中8.6%的人生活在贫困线以下。
由于产业衰退，该市的人口一直在缓慢下滑，自1990年后的人口普查显示，当地人口增长率一直为负数。
| 调查年     | 人口  | 备注  | %±     |
| ---------- | ----- | ----- | ------ |
| 1850       | 561   |       | —      |
| 1860       | 638   |       | 13.7%  |
| 1870       | 953   |       | 49.4%  |
| 1880       | 1,116 |       | 17.1%  |
| 1890       | 1,253 |       | 12.3%  |
| 1900       | 1,305 |       | 4.2%   |
| 1910       | 1,598 |       | 22.5%  |
| 1920       | 1,736 |       | 8.6%   |
| 1930       | 1,973 |       | 13.7%  |
| 1940       | 2,161 |       | 9.5%   |
| 1950       | 2,170 |       | 0.4%   |
| 1960       | 2,297 |       | 5.9%   |
| 1970       | 2,251 |       | −2.0%  |
| 1980       | 2,144 |       | −4.8%  |
| 1990       | 2,251 |       | 5.0%   |
| 2000       | 1,911 |       | −15.1% |
| 2010       | 1,836 |       | −3.9%  |
| 2020       | 1,766 |       | −3.8%  |
| 2021年估计 | 1,759 | [ 2 ] | −0.4%  |
| Sources:   |       |       |        |